# Кузнецов, Евгений Николаевич (политик)
Кузнецов, Евгений Николаевич (р. 2 февраля 1975, Омск) — российский экономист, чиновник, общественный деятель. С 30 мая 2007 г. по 25 мая 2016 г. председатель Совета «Центрального союза потребительских обществ Российской Федерации».

## Биография
В 1992 году Кузнецов стал предпринимателем. Он занимался торговлей продуктами питания (с 1992 по 1995 год в качестве директора ТОО ПКП «Альтаир»), переработкой культурных и дикорастущих растений и грибов с помощью новейших технологий, созданием сети предприятий быстрого питания.

В 1997 году окончил факультет экономики и управления Омского государственного технического университета и Омский государственный университет — юридический факультет — в 1999 году.
В 2002 году после окончания Российской академии государственной службы при Президенте Российской Федерации Кузнецову присуждена учёная степень кандидата экономических наук. Его диссертация освещала вопросы развития «кредитной кооперации как фактора концентрации и эффективного использования денежных ресурсов населения России».
В 2003—2006 годах работал в отделе по связям с деловыми кругами и общественными объединениями Администрации Президента Российской Федерации.
С 2006 по май 2007 Кузнецов входил в Общественную палату. Там он занимал должности ответственного секретаря Совета Общественной палаты и заместителя руководителя аппарата Общественной палаты Российской Федерации.
30 мая 2007 г. был избран председателем Совета Центросоюза России.
Является членом политической партии «Единая Россия». 20 ноября 2008 г. он вошёл в состав Генерального совета партии.

## Общественная деятельность
Евгений Кузнецов работает в следующих организациях и объединениях:
«Российское аграрное движение» (Входит в Центральный совет);
«Международный кооперативный альянс» (Член Правления);
«Ассоциация кооперативных организаций России (АКОР)» (Президент с 28 мая 2009 года);
«Лига национальных (республиканских) союзов кооперативных организаций потребительской кооперации стран СНГ (недоступная ссылка)» (Президент);
Общероссийская общественная организация малого и среднего предпринимательства «Опора России» (Вице-президент, руководитель Комиссии «Опоры России» по развитию потребительской кооперации).
— Совет по вопросам, затрагивающим интересы малого и среднего предпринимательства в рыбохозяйственном комплексе Российской Федерации при Федеральном агентстве по рыболовству;
— Министерство сельского хозяйства РФ (Член Общественного совета Министерства сельского хозяйства РФ).
— Совет Национального союза зернопроизводителей;
— Совет при Председателе Совета Федерации Федерального Собрания Российской Федерации по вопросам агропромышленного и рыбохозяйственного комплекса Российской Федерации;
— Общественный совет при Федеральной службе государственной регистрации, кадастра и картографии Министерства экономического развития Российской Федерации;
— Общественный совет при Федеральной службе по регулированию алкогольного рынка;
— Совет по малому и среднему предпринимательству при Министерстве сельского хозяйства Российской Федерации;
— Координационный совет Министерства здравоохранения и социального развития Российской Федерации по развитию малого и среднего предпринимательства;
— Рабочая группа по координации работы по реализации Федерального закона «Об основах государственного регулирования торговой деятельности в Российской Федерации»;
— Межведомственная рабочая группа по приоритетному национальному проекту «Развитие агропромышленного комплекса» Комиссии при Президенте Российской Федерации по реализации приоритетных национальных проектов и демографической политике;
— Рабочие группы Правительственной комиссии по развитию малого и среднего предпринимательства:
- рабочая группа 3

«Обеспечение взаимодействия федеральных органов исполнительной власти и органов исполнительной власти субъектов Российской Федерации по вопросам развития малого и среднего предпринимательства»;
- рабочая группа 6

«Вопросы развития малого и среднего предпринимательства в здравоохранении, сфере социальных услуг и на потребительском рынке»;
- рабочая группа 7

«Развитие малого и среднего предпринимательства в сельском хозяйстве»;
— Постоянная Комиссия по становлению и развитию экономической базы российского казачества в составе Совета при Президенте Российской Федерации по делам казачества;
— Комиссия по работе со средами и общественными организациями при Президиуме Генерального совета Всероссийской политической партии «Единая Россия».
— Экспертный совет по обеспечению продовольственной безопасности города Москвы.

## Личная жизнь
Женат, воспитывает двоих дочерей (Мария 2008 г.р., Анастасия 2010 г.р.) и сына Александра, 2015 г.р.
Увлечения: футбол, русская классическая литература.

## Статьи
- Хороший хозяин во время кризиса должен минимизировать риски, «Российская газета»
- Цена от Зубкова, «Московские новости»
- Кооперироваться, чтобы не голодать, ИА «Росбалт»
- Главное — чтобы был результат, «Волгоградская правда»
- Оборот «Сетевой торговой компании» составит 45 миллиардов рублей, Sostav.ru